# Coladenia laxmi
Coladenia laxmi is een vlinder uit de familie van de dikkopjes (Hesperiidae). De wetenschappelijke naam van de soort is voor het eerst geldig gepubliceerd in 1888 door Lionel de Nicéville.